# SŽ-Infrastruktura
SŽ-Infrastruktura,d.o.o. je slovinská společnost, která je zodpovědná za provozování a údržbu slovinské železniční sítě. Společnost je vlastněna mateřskou firmou Slovenske železnice a sídlí v Ljubljaně.

## Historie
V roce 2011 zanikla funkce státní společnosti Slovenske železnice jako unitární společnosti a jednotlivé činnosti přešly na dceřiné společnosti. Provozování a údržba drah přešla na firmu SŽ-Infrastruktura, která byla založena 1. září 2011.

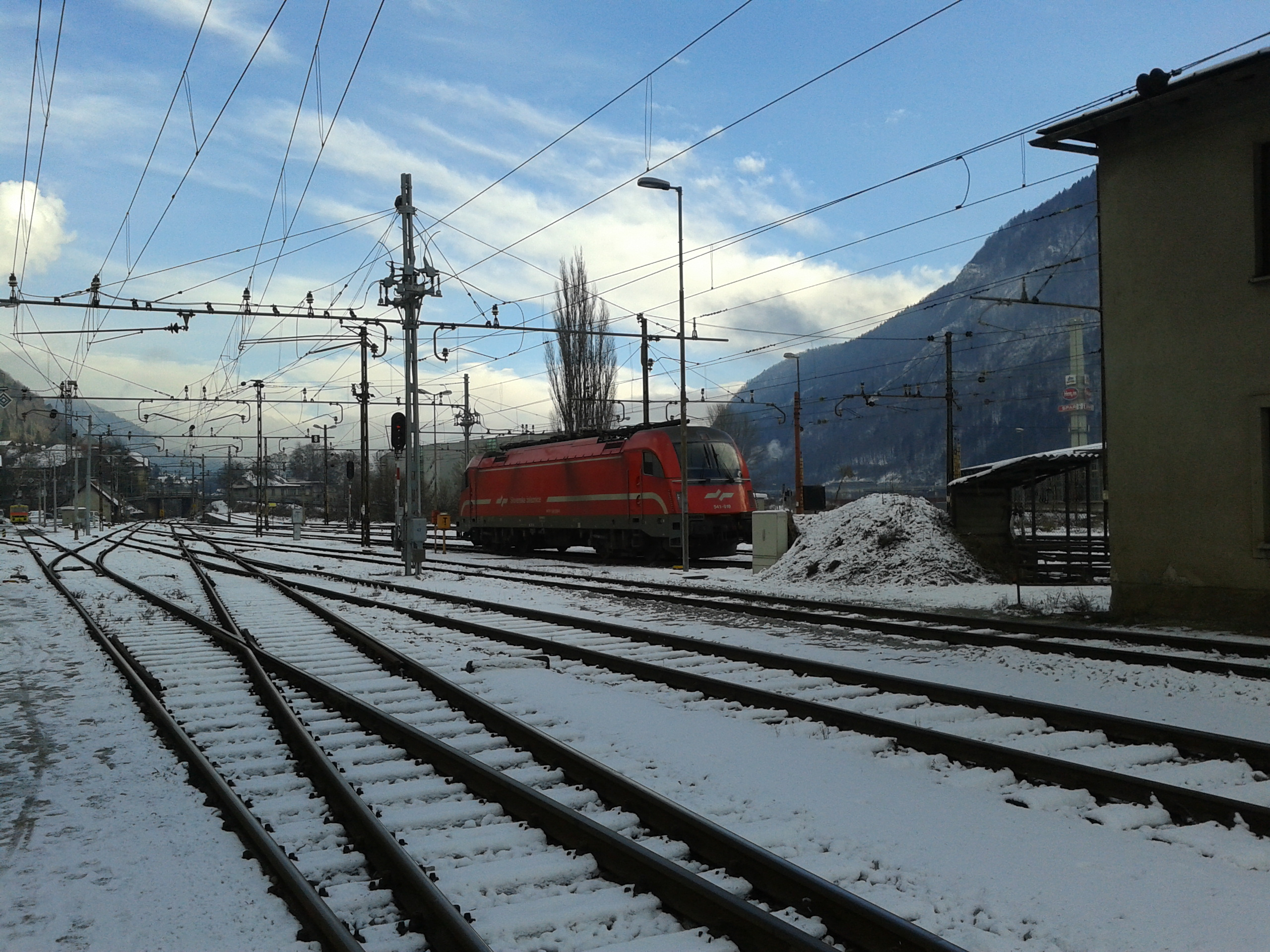
Jesenice – pohraniční stanice s Rakouskem

## Železniční síť
Železniční síť spravovaná společností měří 1207,7 km, z toho 874,2 km tratí je jednokolejných a 333,5 dvoukolejných. Všechny tratě mají rozchod 1435 mm. Některé tratě jsou elektrizovány soustavou 3 kV DC, do pohraničních stanic pak zasahují trakční soustavy ze sousedních států, konkrétně se jedná o stanice Dobova a Šapjane na hranici s Chorvatskem (25 kV 50 Hz AC), stanici Hodoš na hranici s Maďarskem (25 kV 50 Hz AC) a stanici Jesenice na hranici s Rakouskem (15 kV 16 2/3 Hz AC).Tratě společnosti sousedí s železničními infrastrukturami chorvatského provozovatele dráhy HŽ Infrastruktura (8 hraničních přechodů), maďarské společnosti GYSEV (3 přechody), rakouské společnosti ÖBB Infrastruktur Betrieb (3 přechody) a italské firmy Rete Ferroviaria Italiana (2 přechody).